# Chiesa dei Santi Quirico e Giulitta (Bagni di Lucca)
La chiesa dei Santi Quirico e Giulitta è un edificio sacro situato a Casabasciana, nel comune di Bagni di Lucca, nella provincia di Lucca, in Toscana.

## Storia e descrizione
La chiesa, sorta nel XVII secolo sul sito del cinquecentesco oratorio di San Pietro (cui apparteneva l'architrave del portale con la data 1503), ereditò la dedicazione che aveva avuto fin dal 918 la "pieve vecchia", eretta nei pressi di Sala, fra la Lima e Casabasciana. Nel 1826 la chiesa fu oggetto di restauri. 
L'interno, a una navata e con cinque altari, . Fra altre opere, vi si trova un ciclo di pale d'altare del pittore lucchese Giovan Domenico Lombardi rappresentanti il Martirio dei Santi Quirico e Giulitta (Altare Maggiore), L'ultima cena (Altare della Compagnia del Nome di Dio), La Vergine Annunciata e Santi (Altare di San Rocco). 
L'altare maggiore è corredato di un'urna di legno posta sotto la mensa nella quale è il vasetto contenente il sangue del venerato san Primo martire, di cui si conserva anche il corpo (ricoperto in cera). Lo stesso altare è completato, ai lati, da due statue lignee raffiguranti l'Annunciata e l'Angelo Annunciante, ottenute da due tronchi tagliati per l'altezza e poi assemblati, purtroppo oggi mancanti della policromia originaria. Le due sculture sono assegnate con verosimiglianza alla mano di Francesco di Valdambrino e databili alla metà del primo decennio del XV secolo, in cui la naturalistica ma misurata espressività si fonde in un'elegante compostezza. 
La cantoria è una notevole opera della fine del settecento di Mastro Benigni da San Quirico di Valleriana.